# Holoplatys invenusta
Holoplatys invenusta là một loài nhện trong họ Salticidae.
Loài này thuộc chi Holoplatys. Holoplatys invenusta được Ludwig Carl Christian Koch miêu tả năm 1879.